# Ерньо Кольцонай
Ерньо Кольцонай (угор. Kolczonay Ernő, нар. 15 травня 1953 — 3 жовтня 2009) — угорський фехтувальник на шпагах, дворазовий срібний призер Олімпійських ігор (1980 та 1992 роки), чемпіон світу.

## Виступи на Олімпіадах
| Олімпіада      | Дисципліна          | Місце |
| -------------- | ------------------- | ----- |
| Москва 1980    | командна рапіра     | 6     |
| Москва 1980    | індивідуальна шпага | 2     |
| Москва 1980    | командна шпага      | 8     |
| Сеул 1988      | індивідуальна шпага | 10    |
| Сеул 1988      | командна шпага      | 6     |
| Барселона 1992 | командна шпага      | 2     |